# Чесновници
Чесновници (Pelobates) е единственият жив род от семейство чесновникови (Pelobatidae). Той включва четири вида жаби, два от които (обикновена чесновница и сирийска чесновница) се срещат и в България.
В миналото към семейство Pelobatidae са причислявани и срещащите се в Америка родове Scaphiopus и Spea, но днес те са отделени в самостоятелно семейство Scaphiopodidae.

## Видове
- Pelobates balcanicus – Балканска чесновница
- Pelobates cultripes – Западна чесновница
- Pelobates fuscus – Обикновена чесновница
- Pelobates syriacus – Сирийска чесновница
- Pelobates varaldii
- Pelobates vespertinus